# Ion Lăscuș Cicea
Ion Lăscuș Cicea (n. 1872, Cerbăl, județul Hunedoara – d. 1926, Cerbăl, județul Hunedoara) a fost un deputat în Marea Adunare Națională de la Alba Iulia, organismul legislativ reprezentativ al „tuturor românilor din Transilvania, Banat și Țara Ungurească”, cel care a adoptat hotărârea privind Unirea Transilvaniei cu România, la 1 decembrie 1918 :p. 198.

## Biografie
A făcut școala primară, iar mai târziu s-a remarcat drept unul dintre țăranii fruntași ai comunei :p. 198.

## Activitatea politică

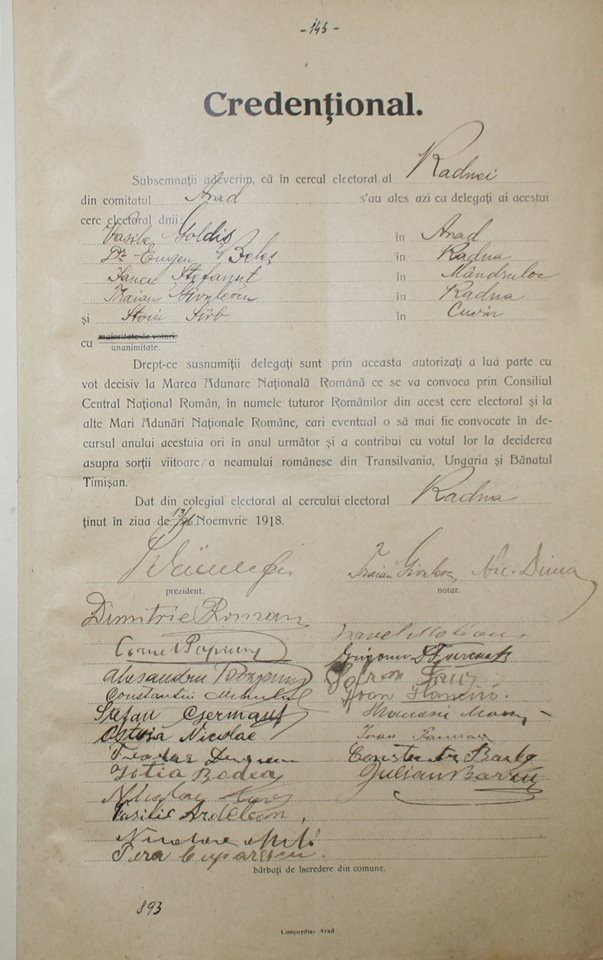
Credențional

Ca deputat în Adunarea Națională din 1 decembrie 1918 a fost delegat al Cercului electoral Hunedoara :p. 198.	